# Fungia curvata
Espèce
Synonymes
- Cycloseris curvata Verril, 1870
- Cycloseris elegans Verril, 1870
- Fungia elegans Verril, 1870

Statut CITES
Fungia curvata est une espèce de coraux appartenant à la famille des Fungiidae.